# Südafrikanische Cricket-Nationalmannschaft in Simbabwe in der Saison 2025
Die Tour der südafrikanischen Cricket-Nationalmannschaft in Simbabwe in der Saison 2025 fand vom 28. Juni bis zum 8. Juli 2025 statt. Die internationale Cricket-Tour war Bestandteil der Internationalen Cricket-Saison 2025 und umfasste zwei Tests. Südafrika gewann die Serie mit 2−0.

## Vorgeschichte
Simbabwe bestritt zuvor eine Tour in England, für Südafrika war es die erste Tour in der Saison. Das letzte Aufeinandertreffen der beiden Mannschaften bei einer Tour fand in der Saison 2018/19 in Südafrika statt.

## Stadion
Das folgende Stadion wurde für die Tour bestimmt.
| Stadion            | Stadt    | Kapazität | Spiele       |
| ------------------ | -------- | --------- | ------------ |
| Queens Sports Club | Bulawayo | 9.000     | 1. & 2. Test |

## Kaderlisten
Südafrika benannte seine Kader am 6. Juni 2025.
Simbabwe benannte seine Kader am 19. Juni 2025.
| Test | Test |
| Simbabwe | Südafrika |
| --- | --- |
| - Craig Ervine (K) - Brian Bennett - Tanaka Chivanga - Trevor Gwandu - Takudzwanashe Kaitano - Wessly Madhevere - Clive Madande (wk) - Vincent Masekesa - Wellington Masakadza - Prince Masvaure - Kundai Matigimu - Blessing Muzarabani - Newman Nyamhuri - Tafadzwa Tsiga (wk) - Nick Welch - Sean Williams | - Temba Bavuma (K) - Keshav Maharaj (VK) - David Bedingham - Corbin Bosch - Matthew Breetzke (wk) - Dewald Brevis - Tony de Zorzi - Zubayr Hamza - Kwena Maphaka - Wiaan Mulder - Senuran Muthusamy - Lhuan-dre Pretorius (wk) - Lesego Senokwane - Prenelan Subrayen - Kyle Verreynne (wk) - Codi Yusuf |

## Tests

### Erster Test in Bulawayo
| 28. Juni – 1. Juli Scorecard | Bulawayo | Südafrika 418-9d (90) & 369 (82.5) | – | Simbabwe 251 (67.4) & 208 (66.2) |
|                              |          | Südafrika gewinnt mit 328 Runs     |   |                                  |

Südafrika gewann den Münzwurf und entschied sich als Schlagmannschaft zu beginnen. Als Spieler des Spiels wurde Lhuan-dre Pretorius ausgezeichnet.

### Zweiter Test in Bulawayo
| 6. – 8. Juli Scorecard | Bulawayo | Südafrika 626-5d (114)                           | – | Simbabwe 170 (43) & 220 (77.3) (f/o) |
|                        |          | Südafrika gewinnt mit einem Innings und 236 Runs |   |                                      |

Simbabwe gewann den Münzwurf und entschied sich als Feldmannschaft zu beginnen. Als Spieler des Spiels wurde Wiaan Mulder ausgezeichnet.

## Auszeichnungen

### Player of the Series
Als Player of the Series wurden der folgende Spieler ausgezeichnet.
| Serie | Player of the Series |
| ----- | -------------------- |
| Test  | Wiaan Mulder         |

### Player of the Match
Als Player of the Match wurden die folgenden Spieler ausgezeichnet.
| Spiel   | Player of the Match |
| ------- | ------------------- |
| 1. Test | Lhuan-dre Pretorius |
| 2. Test | Wiaan Mulder        |